# Segreteria telefonica

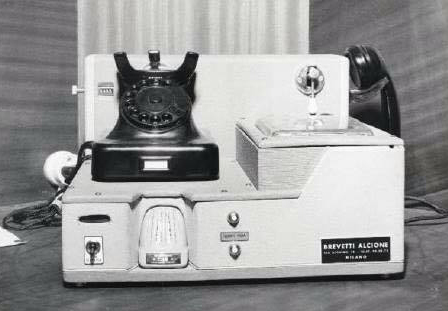
Il risponditore automatico di Arnaldo Piovesan del 1958

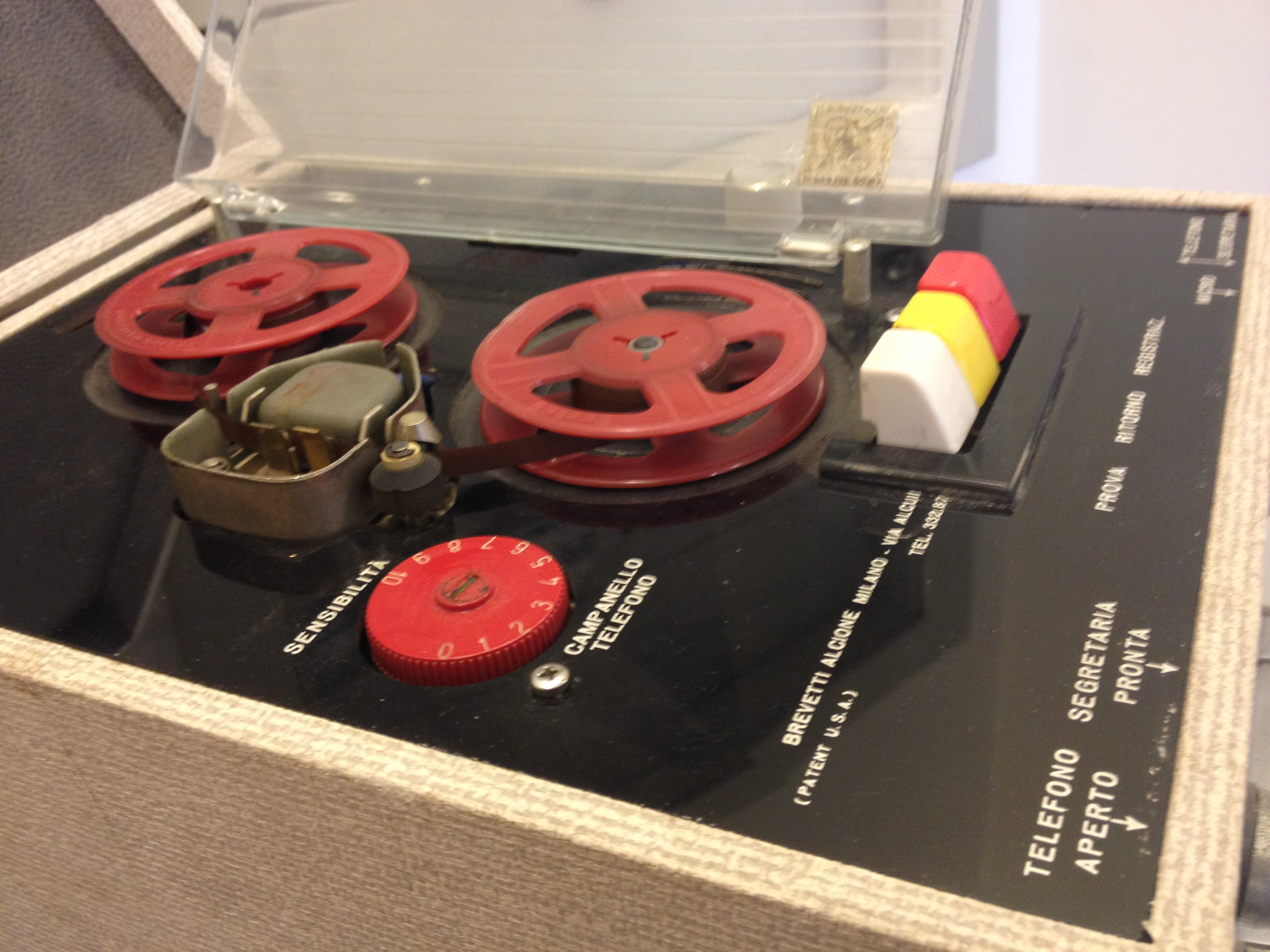
Modello del 1965

La segreteria telefonica è uno strumento per telecomunicazioni che viene collegato alla linea telefonica, solitamente in derivazione ad un telefono che può essere sia mobile sia fisso.

## Storia
ll risponditore telefonico moderno fu concepito e brevettato nel secondo dopoguerra da Arnaldo Piovesan per ottimizzare gli ordini di una industria farmaceutica di Milano, la "Bracco". Il testo del brevetto del modello domestico del 1960, che è consultabile, fu poi venduto alla compagnia telefonica statunitense AT&T.
Il messaggio della segreteria di casa Piovesan incominciava con: "Pronto, chi parla? Risponde la segreteria telefonica di... "; spesso le persone che telefonavano non attendevano la seconda parte del messaggio e dicevano subito il loro nome, che veniva trasmesso in vivavoce, lasciando così la possibilità anche di usare il dispositivo come filtro contro eventuali scocciatori.

## Funzionamento
Dopo un certo numero di squilli in cui nessuno risponde direttamente alla chiamata, la segreteria prima risponde riproducendo un messaggio registrato, e poi, successivamente, si predispone per la registrazione di ciò che viene detto dal chiamante. Il proprietario della linea telefonica potrà successivamente ascoltare il messaggio registrato.
Molte segreterie telefoniche permettono di consultare i messaggi archiviati anche da remoto, telefonando al proprio numero telefonico, facendo intervenire la segreteria telefonica ed inserendo un codice segreto mediante toni DTMF.
Alcune hanno anche una funzione "salva-scatti", entrando in funzione dopo un numero di squilli diverso a seconda del fatto che ci siano o meno messaggi in memoria (solitamente quando non ci sono messaggi la risposta avviene dopo meno squilli). In questo modo, il proprietario che chiama da fuori per ascoltare eventuali messaggi registrati può evitare di far intervenire la segreteria se non ci sono messaggi e pagare la telefonata solo se ci sono messaggi.
Le prime segreterie telefoniche funzionavano utilizzando dei nastri magnetici, i quali non permettevano numerose possibilità di modifica delle operazioni di registrazione. Con l'avvento delle memorie a stato solido, le nuove segreterie telefoniche sono diventate molto più sofisticate, venendo dotate di riconoscimento della voce, possibilità di scelta multipla, ecc. Esistono inoltre in commercio alcune implementazioni che combinano la segreteria telefonica con un apparecchio simile ad un fax, per dar modo al chiamante di inviare un fax utilizzando la stessa linea.
Molti modem analogici, combinati con un apposito software eseguito su un computer collegato al modem, possono essere utilizzati anche per realizzare un'applicazione di segreteria telefonica anche complessa.

## Limiti
Una segreteria telefonica utilizza la linea telefonica come un qualsiasi apparecchio telefonico, fax o modem analogico. Di conseguenza, mentre la segreteria sta rispondendo ad una chiamata entrante, sta registrando un messaggio o viene consultata da remoto, la linea telefonica risulta occupata. Allo stesso modo, quando la linea è occupata da un altro apparecchio, la segreteria non può ricevere le chiamate in ingresso e registrare i messaggi.
Una segreteria telefonica è, inoltre, un piccolo elettrodomestico, e in quanto tale dipende per il suo funzionamento dall'alimentazione elettrica e può guastarsi, soprattutto se ha parti meccaniche in movimento.

## Servizi centralizzati

### Segreterie centralizzate
Alcune compagnie telefoniche (sia di telefonia fissa che di telefonia cellulare) offrono un servizio di segreteria telefonica centralizzata. Questo è realizzato da apparati collegati alle centrali telefoniche e funziona in modo simile alla segreteria telefonica domestica: dopo alcuni squilli a vuoto, la telefonata viene deviata alla segreteria telefonica, che riproduce il messaggio di risposta e permette di registrare un messaggio che viene poi fatto ascoltare al destinatario della telefonata.
Il messaggio di risposta può normalmente essere registrato dall'utente. Il proprietario della linea viene avvisato della presenza di messaggi da ascoltare mediante un messaggio vocale quando alza la cornetta, con un SMS o facendo illuminare una spia su telefoni predisposti, e può ascoltare i messaggi chiamando un apposito numero e digitando un apposito codice da una qualsiasi linea telefonica.
La segreteria centralizzata non utilizza la linea telefonica dell'utente, quindi può intervenire anche se questa è occupata, non dipende dall'alimentazione elettrica presso il domicilio dell'utente; essendo un servizio manutenuto centralmente, inoltre, normalmente gode di maggiore affidabilità e disponibilità.
Spesso i centralini telefonici utilizzati dalle aziende sono dotati anche della funzionalità di segreteria telefonica centralizzata.

### Servizio di segreteria presso i "Business Center"
I Business center, centri uffici arredati, mettono a disposizione anche il servizio di recapito telefonico gestito da centraliniste e segretarie altamente qualificate che provvedono a dare assistenza telefonica personalizzata e a gestire, secondo le esigenze del cliente, anche i messaggi telefonici.